# Cristina Cornejo
Cristina Cornejo Amaya (Cojutepeque, Cuscatlán, 10 de octubre de 1982) es abogada de la República, Licenciada en Ciencias Jurídicas, feminista y política salvadoreña.  
Fue Diputada del partido de izquierda Frente Farabundo Martí para la Liberación Nacional (FMLN), por el departamento de La Libertad, Tercera Secretaria de la Junta Directiva de la Asamblea Legislativa e integrante del Comité de Ética del parlamento salvadoreño. 
Vicepresidenta por Centroamérica de la Red Parlamentaria para la Igualdad de Género, integrante del comité ejecutivo y representante regional del consejo administrativo de PARLAMERICAS.
Vicepresidenta de la Asociación Movimiento de Mujeres Mélida Anaya Montes (Las Mélidas) y Socia Fundadora del equipo de la Liga Mayor de Fútbol Santa Tecla F.C.

## Biografía
Nació en Cojutepeque del departamento de Cuscatlán, el 10 de octubre de 1982, hija de Manuel Flores, excomandante de las fuerzas especiales del FMLN con el pseudónimo de “Felipito”, además de notorio diputado de la Asamblea Legislativa de El Salvador y excandidato presidencial de las Elecciones presidenciales de 2024, y de Irma  Amaya, feminista y primera mujer salvadoreña presidenta del Parlamento Centroamericano, quienes se conocieron durante el conflicto armado de El Salvador. Es la segunda de tres hijas. 
Estudió en el colegio Santa Isabel de la ciudad de Cojutepeque hasta la edad de los 15 años. Luego se fue a vivir a la ciudad de Santa Tecla donde terminó su bachillerato.
En 2001 ingresó a la Universidad Francisco Gavidia para estudiar Ciencias Jurídicas. A los 23 años obtuvo su título como Licenciada en Ciencias Jurídicas. En 2006 y con 24 años de edad fue autorizada por la Corte Suprema de Justicia como abogada de la república de El Salvador. Cuenta con estudios adicionales en política y gobierno, género, liderazgo y técnicas procesales de oralidad. 
Es Socia fundadora del Santa Tecla Fútbol Club desde 2007, institución que ostenta cuatro títulos y surgió a iniciativa del exalcalde de Santa Tecla, Óscar Ortiz, y empresarios locales.

## Trayectoria política
Desde los 15 años fue líder juvenil en el departamento de La Libertad y en 2009 con 25 años fue elegida por primera vez como diputada suplente de la Asamblea Legislativa por FMLN, por dos períodos consecutivos (2009-2012) y (2012-2015). 
Forma parte de la lista de los 40 líderes más jóvenes de El Salvador y es coautora del primer libro “El país que viene: Una generación comprometida”, con las propuestas de 40 jóvenes líderes de El Salvador. Ha compartido su experiencia con otros jóvenes salvadoreños en el exterior, en Estados Unidos y Canadá.
En (2015-2018) fue elegida como diputada propietaria por el departamento de La Libertad. En este periodo fue parte de dos comisiones: Comisión Juventud y Deporte  y Comisión de Legislación y Puntos Constitucionales. En este mismo periodo formó parte de los fundadores del Grupo Parlamentario de Jóvenes, el primero en Latinoamérica, y fue elegida como la primera presidenta del mismo.
En (2018-2021) fue elegida como diputada propietaria por el Departamento de La Libertad. Nombrada como Tercera Secretaria de la Junta Directiva de la Asamblea Legislativa. 
Siendo electa como parte la Junta Directiva de la Asamblea Legislativa fue la principal promotora de renunciar a los beneficios de la misma institución como son: bonos, seguro médico privado, camionetas de lujo y otras asignaciones, como una muestra de la austeridad y diligencia en el trabajo legislativo. Por lo que los demás miembros de la Junta del resto de partidos políticos se vieron obligados también a renunciar a estos beneficios.
Como diputada es parte de las comisiones de Legislación y Puntos Constitucionales, Reformas Electorales y Constitucionales y la comisión Ad hoc para estudiar el proyecto de Ley de Simplificación Administrativa y Creación del Organismo de Mejora Regulatoria. También forma parte de la jefatura de la fracción legislativa del FMLN.
El 25 de julio de 2018 inauguró su primer Programa de Becas para jóvenes de escasos recursos en el Departamento de La Libertad por un año, para que culminaran su educación media y universitaria. 
En mayo de 2018 fue elegida como vicepresidenta para Centroamérica de la Red Parlamentaria para la Igualdad de Género e integrante del Consejo de ParlAmericas (2018-2020), un espacio representativo de 22 países de las Américas y el Caribe. 

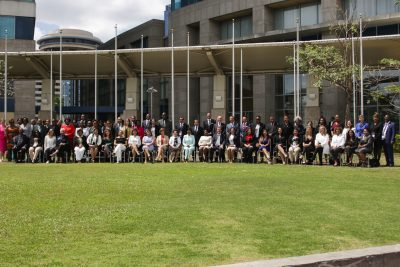
Vicepresidenta Cristina Cornejo participa en foro de la Red Parlamentaria realizado en Perú en 2018

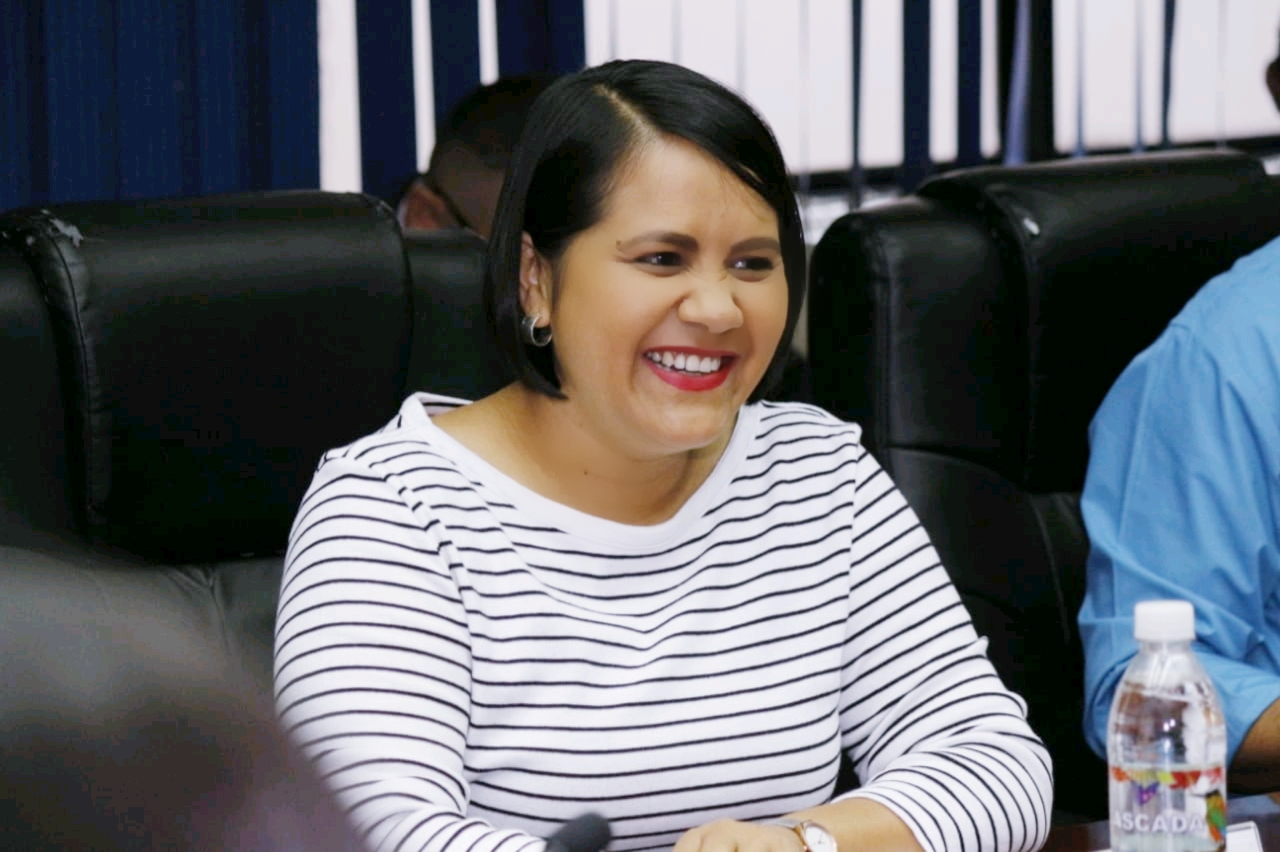
Diputada Cristina Cornejo en Comisión de Legislación y Puntos Constitucionales de la Asamblea Legislativa de El Salvador

Cristina Cornejo es Socia activa de La Asociación Movimiento de Mujeres Mélida Anaya Montes, organización que en julio de 2018 en el marco de la celebración de sus 26 aniversario entregaron un reconocimiento a la diputada cornejo por su compromiso y lucha por los derechos humanos.